# Цися-Воля
Цися-Воля (пол. Cisia Wola) — село в Польщі, у гміні Ксьонж-Великі Меховського повіту Малопольського воєводства.
Населення — 179 осіб (2011).
У 1975-1998 роках село належало до Келецького воєводства.

## Демографія
Демографічна структура станом на 31 березня 2011 року:
|          | Загалом | Допрацездатний вік | Працездатний вік | Постпрацездатний вік |
| -------- | ------- | ------------------ | ---------------- | -------------------- |
| Чоловіки | 90      | 22                 | 62               | 6                    |
| Жінки    | 89      | 23                 | 47               | 19                   |
| Разом    | 179     | 45                 | 109              | 25                   |